# ジェレミー・デュフォア
ジェレミー・デュフォア（Jeremie Dufour、1975年11月2日 - ）は、フランス・ロアンヌ出身の元レーシングドライバー。

## プロフィール
- 身長：178cm
- 体重：66kg
- 血液型：RH+A[1]

### 欧州での経歴
1990年に世界レーシングカート選手権・ジュニアAを制覇、1991年でカートを卒業し、各種ジュニアフォーミュラを飛び級して1992年からフランスフォーミュラ3選手権にデビューした。1993年からはよりハイレベルで「F1への登竜門」とされていたイギリスF3選手権に参戦。1995年はトム・ウォーキンショー・レーシングに移籍したが、ちょうどオーナーのトム・ウォーキンショーがF1チームリジェの実権を握った年であったことから、チームはイギリスF3でリジェ・ジュニアチームを名乗った。これに関連して、デュフォアはリジェのF1マシンJS41をムジェロでテストドライブすることができた。1996年にはアロウズからのオファーによりF1テストドライバーを務める。1999年にマドラスGP（F3)にカーリン・モータースポーツから出場、シリーズ2位を獲得した。

### 日本での参戦
2001年より来日し、全日本F3選手権にインギングから参戦、全19戦のうち12戦で表彰台に立つコンスタントなスピードを発揮する。しかし同年は無限×童夢プロジェクトのサポートを受けチャンピオンとなったブノワ・トレルイエが年間15勝と制圧したシーズンであり、デュフォアの優勝は1度だったが、シリーズランキング3位を獲得した。来日初年度よりフォーミュラと並行して全日本GT選手権・SUPER GTに参戦。2004年まではトヨタ・スープラで参戦。2005年にホンダ陣営のチーム国光へ移籍し、NSXで戦った。2006年は当初レギュラーシートを獲得できていなかったが、第6戦の鈴鹿1000kmで日産ニスモ陣営のカルソニック・インパルより第3ドライバーとしてフェアレディZをドライブ、見事な助っ人ぶりを発揮しチームの勝利に貢献した。この勝利により、トヨタ・ホンダ・日産の3メーカー全てで優勝を記録した初めてのドライバーとなった。JGTC全体を通して決勝は後方からのスタートが多かったがレースペースは非常に良く、特に2002年には多数のごぼう抜きを演じた。
2007年のスーパーGTスポット参戦を最後にレーサーとしての活動はしていない。

## レース戦績
- 1992年 - フランスF3選手権・クラスB（シリーズ2位）
- 1993年 - イギリスF3選手権（シリーズ9位）
- 1994年 - イギリスF3選手権（シリーズ7位）
- 1995年 - イギリスF3選手権（シリーズ5位・1勝）
- 1996年 - アロウズF1テストドライバー
- 2001年
  - 全日本GT選手権・GT500クラス（TOYOTA TEAM SARD #39 デンソー サードスープラ GT／JZA80 3S-GTE）（シリーズ14位）
  - 全日本F3選手権（INGING MORTORSPORT #3 INGING F300／ダラーラF300 3S-GE）（シリーズ3位・1勝）
- 2002年 - 全日本GT選手権・GT500クラス（TOYOTA TEAM SARD #39 デンソー サードスープラ GT／JZA80 3S-GTE）（シリーズ14位）
- 2003年
  - 全日本GT選手権・GT500クラス（TEAM ADVAN・ツチヤ #25 ADVAN スープラ／JZA80 3UZ-FE）（シリーズ13位）
  - 第32回インターナショナル Pokka 1000km・GT500クラス（TOYOTA TEAM SARD #39 iDC大塚家具サードスープラ／JZA80 3UZ-FE）（総合4位）
- 2004年 - 全日本GT選手権・GT500クラス（TOYOTA TEAM SARD #39 デンソー サードスープラ GT／JZA80 3UZ-FE）（シリーズ2位・1勝）
- 2005年 - SUPER GT・GT500クラス（TEAM KUNIMITSU #100 RAYBRIG NSX／NA2 C32B）（シリーズ13位・1勝）
- 2006年 - SUPER GT・GT500クラス＜Rd.6スポット参戦＞（Team IMPUL #12 カルソニック インパル Z／Z33 VQ30DETT）（シリーズ14位・1勝）
- 2007年 - SUPER GT・GT500クラス＜Rd.5,6＞（Team IMPUL #12 カルソニック インパル Z／Z33 VK45DE）（シリーズ23位）

### イギリス・フォーミュラ3選手権
| 年     | チーム                         | シャシ                         | エンジン    | クラス | 1      | 2       | 3      | 4      | 5       | 6       | 7      | 8      | 9       | 10     | 11     | 12     | 13       | 14       | 15     | 16      | 17      | 18      | 順位 | ポイント |
| ------ | ------------------------------ | ------------------------------ | ----------- | ------ | ------ | ------- | ------ | ------ | ------- | ------- | ------ | ------ | ------- | ------ | ------ | ------ | -------- | -------- | ------ | ------- | ------- | ------- | ---- | -------- |
| 1993年 | ウェストサリー・レーシング     | ダラーラ・F393 レイナード・933 | 無限・MF204 | A      | SIL 12 | THR 19  | BRH 3  | DON 6  | BRH 10  | SIL 10  | OUL 7  | DON 5  | SIL Ret | DON    | SNE 24 | PEM 6  | SIL 9    | SIL 12   | THR 5  |         |         |         | 9位  | 11       |
| 1994年 | フォルテック・モータースポーツ | ダラーラ・F394                 | 無限・MF204 | A      | SIL 7  | DON DNS | BRH1 4 | BRH2 3 | SIL1 13 | SIL2 11 | BRH 20 | THR 5  | OUL 3   | DON 2  | SIL 2  | SNE 5  | PEM1 Ret | PEM2 DNS | SIL1 4 | SIL2 7  | THR 4   | SIL Ret | 7位  | 103      |
| 1995年 | リジェ・ジュニアチーム         | ダラーラ・F395                 | 無限・MF204 | A      | SIL1 6 | SIL2 7  | THR1 4 | THR2 4 | DON 7   | SIL 1   | SIL 2  | DON1 2 | DON2 7  | OUL 11 | BRH1 6 | BRH2 7 | SNE 3    | PEM1 8   | PEM2 2 | SIL1 23 | SIL2 23 | THR 5   | 5位  | 141      |

### 全日本フォーミュラ3選手権
| 年     | チーム | シャシ         | エンジン      | クラス | 1      | 2      | 3      | 4      | 5      | 6        | 7      | 8      | 9      | 10     | 11    | 12     | 13     | 14     | 15     | 16       | 17      | 18     | 19     | 順位 | ポイント |
| ------ | ------ | -------------- | ------------- | ------ | ------ | ------ | ------ | ------ | ------ | -------- | ------ | ------ | ------ | ------ | ----- | ------ | ------ | ------ | ------ | -------- | ------- | ------ | ------ | ---- | -------- |
| 2001年 | INGING | ダラーラ・F300 | トヨタ・3S-GE |        | SUZ1 2 | SUZ2 3 | TSU1 2 | TSU2 2 | FSW1 1 | FSW2 Ret | MIN1 2 | MIN1 6 | TRM1 3 | TRM2 3 | SUZ 4 | SUG1 3 | SUG2 4 | SEN1 4 | SEN2 3 | TAI1 Ret | TAI2 12 | TRM1 2 | TRM2 3 | 3位  | 177      |

- 太字はポールポジション、斜字はファステストラップ。(key)

### 全日本GT選手権/SUPER GT
| 年     | チーム              | 使用車両            | クラス | 1      | 2       | 3      | 4       | 5       | 6       | 7       | 8       | 9   | 順位 | ポイント |
| ------ | ------------------- | ------------------- | ------ | ------ | ------- | ------ | ------- | ------- | ------- | ------- | ------- | --- | ---- | -------- |
| 2001年 | トヨタチーム サード | トヨタ・スープラ    | GT500  | TAI 7  | FSW 7   | SUG 9  | FSW 13  | TRM Ret | SUZ 9   | MIN 4   |         |     | 14位 | 22       |
| 2002年 | TOYOTA TEAM SARD    | トヨタ・スープラ    | GT500  | TAI 3  | FSW Ret | SUG 12 | SEP Ret | FSW 15  | TRM 5   | MIN 7   | SUZ 5   |     | 14位 | 33       |
| 2003年 | TEAM ADVAN・ツチヤ  | トヨタ・スープラ    | GT500  | TAI 10 | FSW Ret | SUG 4  | FSW 14  | FSW 17  | TRM 3   | AUT 12  | SUZ Ret |     | 13位 | 26       |
| 2004年 | TOYOTA TEAM SARD    | トヨタ・スープラ    | GT500  | TAI 3  | SUG Ret | SEP 1  | TOK 7   | TRM 6   | AUT 2   | SUZ 8   |         |     | 2位  | 61       |
| 2005年 | TEAM KUNIMITSU      | ホンダ・NSX         | GT500  | OKA 10 | FSW 11  | SEP 10 | SUG Ret | TRM 1   | FSW 14  | AUT Ret | SUZ Ret |     | 13位 | 26       |
| 2006年 | TEAM IMPUL          | 日産・フェアレディZ | GT500  | SUZ    | OKA     | FSW    | SEP     | SUG     | SUZ 1   | TRM     | AUT     | FSW | 14位 | 32       |
| 2007年 | TEAM IMPUL          | 日産・フェアレディZ | GT500  | SUZ    | OKA     | FSW    | SEP     | SUG 7   | SUZ Ret | TRM     | AUT     | FSW | 23位 | 4        |

- 太字はポールポジション、斜字はファステストラップ。(key)

### 主要レース通算戦績
- フランスF3選手権（通算勝利数・3勝）（最高シリーズランキング・クラス2位-1992年）
- イギリスF3選手権（通算勝利数・1勝）（最高シリーズランキング・5位-1995年）
- 全日本F3選手権 （通算勝利数・1勝）（最高シリーズランキング・3位-2001年）
- 全日本GT選手権&SUPER GT

GT500クラス （通算勝利数・3勝）（最高シリーズランキング・2位-2004年）